# Da Capo! Open Air im Schlosshof Alzey
Das Da Capo! Open Air im Schlosshof Alzey ist ein jährliches Open-Air-Festival in der rheinhessischen Kleinstadt Alzey.

## Geschichte
Das Da Capo! Festival fand zunächst einmalig im Jahr 1993 statt.  Die zweite Auflage folgte im Jahr 1997, unter dem Motto „Kultursommer Rheinland-Pfalz“. Die ersten Austragung erfolgten noch in der Alzeyer-Altstadt, am Rossmarkt, wo zunächst lokale Showacts auftraten. Im Jahr 2000 erfolgte der Umzug in den Schlosshof des Alzeyer Schlosses. Seither findet das Festival unter der Marke Da Capo! Open Air im Schlosshof Alzey statt. Mit der Verlagerung des Veranstaltungsortes konnte man fortan nationale und internationale Showacts für sich gewinnen. Die Organisation erfolgt durch die Stadt selbst, bei der bis zu zehn Mitarbeiter – der an das Ordnungsamt angegliederten „Event-Abteilung“ – an der Planung und Durchführung zuständig sind. Das Kernteam besteht aus zwei festen Mitarbeitern, die aber auch für andere Veranstaltungen wie dem Winzerfest verantwortlich sind. Darüber hinaus erhält das Team Unterstützung von zahlreichen Sponsoren sowie Partnern. Während der Zeit des Festivals werden auch die Räumlichkeiten des im Alzeyer Schlosses ansässigen Amtsgerichtes sowie Mädcheninternates genutzt, so dient das Alzeyer Amtsgericht als Backstagebereich für die auftretenden Künstler.
Das Rahmenprogramm folgt seit einigen Jahren immer einer festen Vorgabe. Das Festival erstreckt sich stets über vier Tage von Donnerstag bis Sonntag. Es beginnt donnerstags mit einem Comedyprogramm. An den zwei darauf folgenden Tagen Freitag und Samstag erfolgen popmusikalische Darbietungen, ehe das Festival sonntags mit einer klassischen Aufführung endet. Der Schlosshof bietet Platz für 1500 Zuschauer ohne Bestuhlung beziehungsweise 600 mit Bestuhlung.

## Besonderheiten
1998 sorgte Guildo Horn mit seiner Band für den Auftritt mit den meisten Zuschauen an einem Abend. Er spielte am Alzeyer Rossmarkt vor 2.700 Menschen. Sein Auftritt war bei den Stadtverantwortlichen jedoch umstritten, da einige der Auffassung waren, dass dieser nach einem Auftritt von B.B. King im Jahr zuvor nicht ins Programm passe. Nachdem sich Horn im gleichen Jahr mit Guildo hat euch lieb! für den Eurovision Song Contest qualifizieren konnte, kam es zum Umdenken bei den Verantwortlichen.
In den Jahren 2003 und 2004 veranstaltete man jeweils einen Familientag.
Im Jahr 2020 musste das Festival aufgrund der COVID-19-Pandemie in Deutschland ausfallen. Das Line-Up konnte zunächst für 2021 erneut engagiert werden, lediglich die Reihenfolge wurde verändert. Am 14. Juli 2021 wurde bekannt, dass das Festival aufgrund der weiter anhaltenden COVID-19-Pandemie umstrukturiert werden müsse, wodurch auch das Programm geändert wurde. Das ursprüngliche Line-Up von 2020 wurde auf 2022 verlegt. Für das Jahr 2021 wurde ein neues Programm konzipiert, lediglich die für 2020 geplante italienische Opernnacht blieb dem Programm enthalten.

## Programm
1. 1993: Mainzer Kammerorchester, Beatles Revival Band, Chantal & Gergely Werner Szücs, Karin Schaupp, Peter Horton & Slava Kantcheff und Ensemble Classic[1]
2. 1997: B.B. King, Sissi Perlinger, U-Bahn-Kontrollöre in tiefgefrorenen Frauenkleidern, Georges Moustaki, Alzeyer Gruppen und Joana[12]
3. 1998: Bembelsänger, Rob Spence, Ganz schön Feist, Guildo Horn & Die Orthopädischen Strümpfen und Jugendtag der ev. Kirchengemeinde[13]
4. 1999: Estampie, Carmen Hey, Trio Armusette, La Marmotte, An Erminig, DJ Adoro und Deutsche Staatsphilharmonie Rheinland-Pfalz[14]
5. 2000: Bläserphilharmonie Süd-West, Roberto Capitoni, Hans Werner Olm, Wild Silk und Alzeyer Musizieren[15]
6. 2001: Kaya Yanar, Staatsphilharmonie Rheinland-Pfalz, Rhumba Kartell und Alzeyer Musizieren[16]
7. 2002: Moana and the Tribe, Rob Spence und Staatsphilharmonie Rheinland-Pfalz[17]
8. 2003: Les Founambules, Ken Bardowicks, Staatsphilharmonie Rheinland-Pfalz und Paul Morocco an Olé[7]
9. 2004: Bembelsänger und Philharmonisches Orchester Grünberg[8]
10. 2005: Reamonn, Yvonne Catterfeld, Glenn Miller Orchestra & Wil Salden und Patti Smith[18]
11. 2006: BAP, Helge Schneider, Bluescaravan, Joe Bonamassa & Popa Chubby, Deutsche Staatsphilharmonie Rheinland-Pfalz und Mainzer Kammerorchester[19]
12. 2007: Julia Neigel, Ricky Lee Jones, Georges Moustaki, Rolf Stahlofen, Vaya Con Dios, Bill Haley, Bembelsänger, Lendvay Friends und Bülent Ceylan[20]
13. 2008: Roger Cicero, Gabor Boldoczki und Bodo Bach[21]
14. 2009: Sasha, Bülent Ceylan, Tamaki Kawakubo & Kammerphilharmonie Amadé und Bembelsänger[22]
15. 2010: Right Said Fred, Revolverheld, Nosie Katzmann, Kaya Yanar und Glory of Joann[23]
16. 2011: H.O.P.E., Sunrise Avenue, So! … und nicht anders, Mundstuhl, Christina Stürmer und Chantal[24]
17. 2012: Cassandra Steen, The Baseballs und Fetsum[25]
18. 2013: Gentleman, The Hooters, LaLeLu, Viva Voce & Stuttgarter Operettenensemble[26]
19. 2014: Bernhard Hoëcker, Jupiter Jones, Roger Hodgson und Cinephonics[27]
20. 2015: Lars Reichow, LaBrassBanda, Milow und Chantal[28]
21. 2016: Lisa Fitz, Glasperlenspiel, Midge Ure & Band, Italienische Opernnacht (Alisa Katroshi, Elena Suvorova, Mikhail Agafonov & Walter Donati)[29]
22. 2017: Christoph Soldan & Stuttgarter Kammersinfonie, Bosse, Anastacia und Christian Chako Habekost[30]
23. 2018: Cinephonics, Gipsy Kings, Donots und Lars Reichow[31]
24. 2019: Chantal & Efe Erdem, Fettes Brot, Joris und Mundstuhl[32]
2020: — ausgefallen wegen der COVID-19-Pandemie
25. 2021: Italienische Opernnacht (2×), Lars Reichow und Jupiter Jones[10]
26. 2022: Woody Feldmann, UB40, Nico Santos und Cinephonics[11]
27. 2023: Johann König, Versengold, Adel Tawil, Oliver Steller und Götz Alsmann[33]
28. 2024: Alphaville, Rüdiger Hoffmann, Vanessa Mai und Christoph Soldan & Schlesische Philharmonie Kattowitz[34]
29. 2025: Bembelsänger, Markus Krebs, Münchener Freiheit, Ronan Keating, Nilsen und Kreismusikschule Alzey: Der kleine Horrorladen[35]